# Oberschaeffolsheim
 Oberschaeffolsheim (en alsacià Schafelse) és un municipi francès, situat a la regió del Gran Est, al departament del Baix Rin. L'any 1999 tenia 2.088 habitants.
Forma part del cantó de Lingolsheim, del districte d'Estrasburg i de la Strasbourg Eurométropole.

## Demografia
| 1962  | 1968  | 1975  | 1982  | 1990  | 1999  |
| ----- | ----- | ----- | ----- | ----- | ----- |
| 1.121 | 1.125 | 1.047 | 1.700 | 2.037 | 2.088 |

## Administració
| Període   | Identitat    | Partit |
| --------- | ------------ | ------ |
| 1983-1995 | Guy Burckel  |        |
| 1995-2001 | Alain Garcia |        |
| 2001-     | Guy Burckel  |        |